# Xâm nhập mặn
Xâm nhập mặn hay nhiễm mặn đất là sự tích tụ quá nhiều muối hòa tan trong đất. Xâm nhập mặn bên cạnh sự axit hóa là một trong hai kết quả lâu dài của sự phát triển đất. Xâm nhập mặn xảy ra khi sự bốc hơi trong sáu đến chín tháng trong một năm lớn hơn lượng mưa. Thêm vào sự phát triển tự nhiên của đất, xâm nhập mặn được tăng tốc đáng kể thông qua hành động của con người như quá trình thủy lợi.

## Sự kiện thiên nhiên và nhân tạo
Phải phân biệt xâm nhập mặn, việc tích tụ muối dễ dàng hòa tan và việc kiềm hóa, sự tích tụ của natri bicarbonat và natri carbonat, đồng thời với việc tăng độ pH. Một trường hợp đặc biệt của xâm nhập mặn là sự gia tăng lượng natri trong đó chủ yếu là natri chloride (muối ăn) tích tụ trên bề mặt. Muối là một thành phần tự nhiên trong đất và nước. Các ion chịu trách nhiệm về nhiễm mặn là: Na+, K+, Ca2+, Mg2+ và Cl-. Khi Na+ (natri) chiếm ưu thế, đất trở nên giàu natri. Đất giàu natri gây một thách thức đặc biệt bởi vì nó làm hạn chế hoặc ngăn thấm nước và thoát nước.
Hơn nữa, nguồn gốc của muối tham dự vào quá trình này cũng quan trọng. Nó có thể có nguồn gốc từ bầu khí quyển của Trái đất. Muối cũng có thể được vận chuyển lên các lớp đất phía trên khi nước ngầm dâng lên. Trong trường hợp này nước ngầm đã bị xâm nhập mặn mà có thể xảy ra ví dụ như ở các vùng ven biển của khu ẩm, có thể do khai thác quá mức nguồn nước ngầm, vì vậy nước biển mới ngấm vào khối nước ngầm. Sự phân huỷ các khoáng chất có thể để muối thoát ra môi trường và muối hóa thạch (trầm tích biển) có thể là một nguồn muối. Ngoài các nguồn tự nhiên cũng có thể do các quá trình nhân tạo như thủy lợi và phân bón gây ra. Quá trình canh tác nông nghiệp và sự lạm dụng giếng khoan cũng dẫn tới tình trạng này.
Sự xâm nhập mặn của nước biển vào sông là do mùa khô, nước sông cạn kiệt khiến nước biển theo các sông, kênh dẫn tràn vào gây mặn. Hiện tượng tự nhiên này xảy ra hằng năm và do đó có thể dự báo trước.

## Biến đổi khí hậu
Biến đổi khí hậu đang làm cho các đại dương ấm lên. Từ năm 1961 đến năm 2003 nhiệt độ đại dương toàn cầu tăng bình quân 0,10 ºC. Nhiệt độ tăng làm cho tăng dung tích nước của các đại dương đồng thời làm cho băng tan từ các vùng cực Bắc và Nam cực, từ các khối băng tiềm tàng trên các núi cao. Hệ quả của các hiện tượng này là quá trình nước biển dâng. Từ năm 1961 đến 2003 tốc độ bình quân mực nước trung bình của các đại dương nâng lên khoảng 1,8±0,5 mm/năm. Tại Vũng Tàu, trong vòng thời gian từ 1979 đến 2006 mực nước trung bình tăng khoảng 9,5 cm trong khi mực nước cao nhất tăng gần 13 cm. Nước biển dâng sẽ mở rộng vùng xâm nhập mặn, thu hẹp diện tích vùng nước ngọt.

## Ảnh hưởng của xâm nhập mặn
Xâm nhập mặn ảnh hưởng đến 20% diện tích đất nông nghiệp và 50% của tất cả các vùng đất được tưới tiêu và là vấn đề bảo tồn đất lớn thứ hai.
Chỉ riêng tại Syria đã có tới từ 30 đến 35% diện tích đất canh tác bị mất thông qua xâm nhập mặn. Ở Ai Cập có từ 30 đến 40%, ở Pakistan ít hơn 40%, ở Iraq 50% và ở Hoa Kỳ 20 - 25%. Chỉ bằng cách tưới nhỏ giọt và có hệ thống thoát nước mới có thể cản trở quá trình này. Vì chỉ có các biện pháp đối phó trung hạn, trong lịch sử của nhiều khu vực nông nghiệp đã ghi nhận sự thay đổi các loài cây trồng có thể chứng minh được, ví dụ, nông dân đổi việc trồng trọt từ lúa mì sang lúa mạch mà vẫn có thể sinh tồn khi đất trở nên mặn hơn.